# ناحیه السواقی
ناحیه السواقی (به عربی: دائرة السواقی) یک ناحیه در الجزایر است که در استان مدیه واقع شده‌است.